# Hannover Rück
Hannover Rück SE Sociedad Europea (Hannover Re) es una reaseguradora alemana con sede en Hannover, Alemania, la cual pertenece en su mayoría al grupo Talanx AG. Con una prima bruta de cerca de 27.000 millones de euros es uno de los principales grupos de reaseguros más importantes del mundo y opera en aproximadamente 150 países, manteniendo negocios con miles de empresas de todo el mundo. Hannover Re opera en todos los ramos de reaseguro de no vida, vida y salud, con una red de sucursales y oficinas de representación en los cinco continentes y una plantilla de aproximadamente 3.300 empleados. 
La empresa fue fundada en 1966 con el nombre de Aktiengesellschaft für Transport- und Rückversicherung (ART) (en español: Empresa de Transportes y Reaseguros Sociedad Anónima). La empresa más grande del grupo en Alemania es la E+S Rück.
Las agencias consultoras financieras más relevantes para la clasificación de la liquidez y representación de grupos de seguros han adjudicado a Hannover Re calificaciones muy fuertes, clasificándola con: AA- "Very Strong" de Standard & Poor's y A+ "Superior" de AM Best,  indicando de esta manera la alta estabilidad y solvencia de la empresa.